# 青木秀一
青木 秀一（あおき しゅういち、1960年8月28日 - ）は、日本の音楽家。ハードロックバンド、NIGHT HAWKSのリーダー。

## 経歴・人物
音楽に目覚めたきっかけは幼少期に始めたエレクトーン。14歳の講師の認定を受け、その後は鍵盤のほかにもギター、ベース、ドラム、コーラスのコーチとして活動。23歳ごろにはCM音楽の作曲、アレンジ、演奏を開始。
1989年、CBS/SONY RECORDS主催SDオーディションにてグランプリを獲得。NIGHT HAWKSとして、メジャーデビュー。CBS/SONY RECORDS→Sony Recordsよりアルバム4枚、シングル2枚をリリース。同社の洋楽部門よりTHE WHOOZE名義「37KARAT」を発表。1995年、ルーク篁（聖飢魔II）、沢田大司（D.T.R）、そしてサポートに宮脇“JOE”知史を迎え、ロックバンドKINGSを結成。ベスト・アルバム「キングス」（KINGS）発表後、BMGビクターに移籍。
音楽プロデューサー、テレビ番組の司会やラジオパーソナリティとしても活動している。

## ディスコグラフィー

### シングル
- 1990年 STAY ALIVE
- 1990年 SHOUT
- 1994年 泣いているのは（NIGHT HAWKS & TOSHI名義）
- 1995年 Not Throwing The Key

### アルバム
- 1989年 NIGHT HAWKS
- 1990年 NIGHT HAWKS 2
- 1991年 37KARAT（THE WHOOZE）
- 1992年 NO SATISFACTION
- 1994年 THE MIDNIGHT HAWKS
- 1994年 POWER OF LOVE
- 1995年 キングス（KINGS）
- 1996年 POWER IN LIVE
- 2002年 MORE THAN THAT

## ライブ
- 1992年 No Satisfaction Tour